# Maquito
Maquito es una localidad argentina ubicada en el departamento Juan Francisco Borges de la provincia de Santiago del Estero. Se encuentra sobre la prolongación de la avenida Independencia, 2 km al sur de Maco y 10 km al sur del centro de la ciudad de Santiago del Estero.
Cuenta con un centro de salud. En 2011 fue sede de los juegos provinciales UTEPSE.

## Población
Cuenta con 84 habitantes (Indec, 2010), lo que representa un incremento del 31% frente a los 64 habitantes (Indec, 2001) del censo anterior.
| Gráfica de evolución demográfica de Maquito entre 1991 y 2010 |
|                                                               |
| Fuente: Censos nacionales del INDEC                           |